# Paxillus (animal)
Paxillus es un género de coleóptero de la familia Passalidae.

## Especies
Las especies de este género son:
- Paxillus amazonicus
- Paxillus borellii
- Paxillus camerani
- Paxillus forsteri
- Paxillus jamaicensis
- Paxillus leachii
- Paxillus macrocerus
- Paxillus pentaphylloides
- Paxillus pentaphyllus
- Paxillus pleuralis